# Termodosa

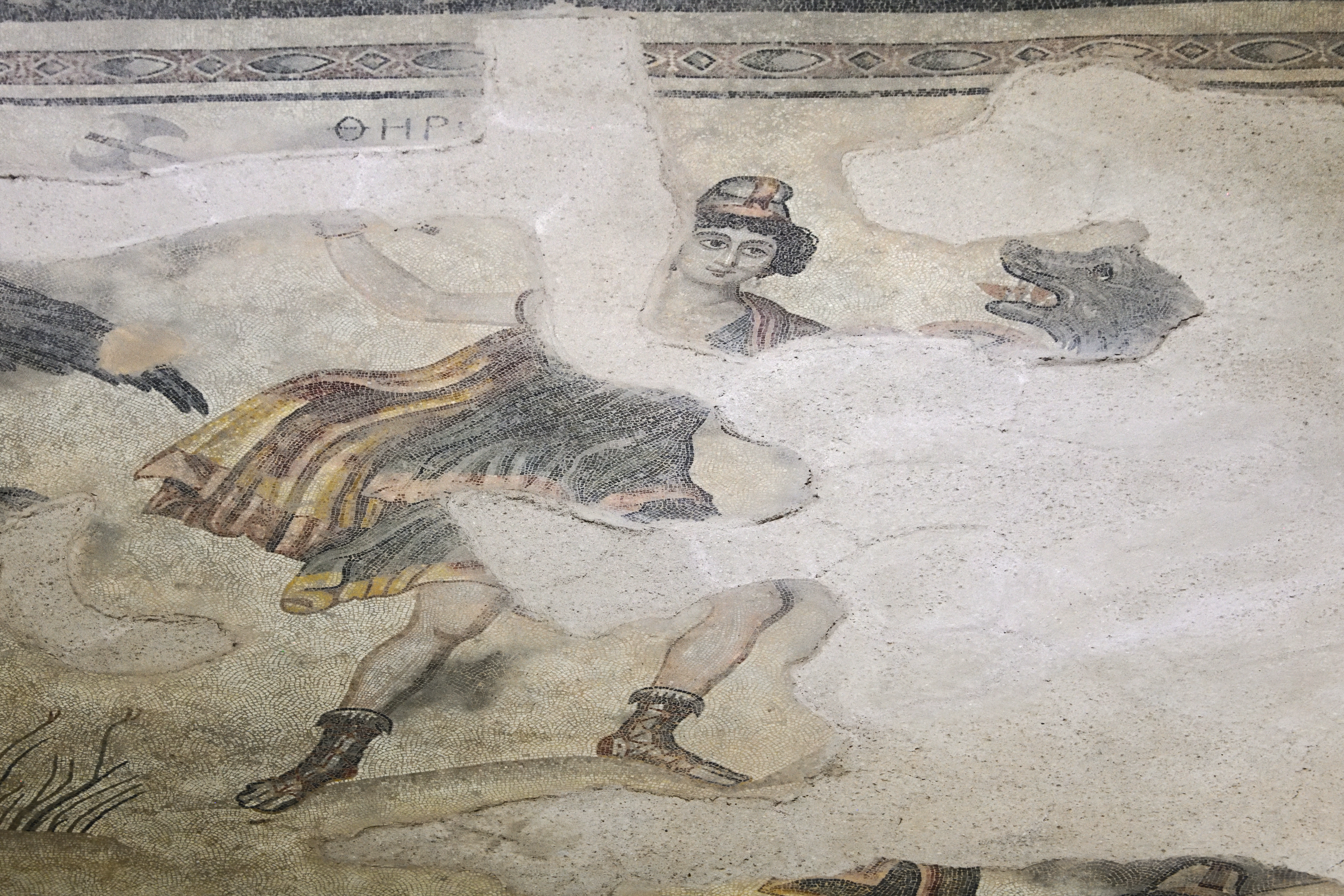
Imagen de Termodosa en un mosaico de la Antigüedad tardía

En la mitología griega, Termodosa (griego antiguo: Θερμώδωσα) era una de las amazonas, una raza de mujeres guerreras. Ella acudió con su reina, Pentesilia, a la Guerra de Troya, siendo una de las 13 amazonas involucradas en el conflicto.

## Mitología
Durante el asedio de Troya, Termodosa fue asesinada por el guerrero cretense Meriones, hijo de Molus. 
"Entonces, mientras Evandre se precipitaba a través de la batalla asesina con Termodosa, Meriones, un león en el camino, se interpuso y mató: a uno lo clavó con su lanza en el corazón, y a otro lo atravesó con una espada relámpago entre las caderas: saltó a través de las heridas, la vida, y huyó."